# Paweł Jan Działyński
Paweł Jan Działyński herbu Ogończyk (ur. ok. 1594, zm. 17 lipca 1643 w Bratianie) – wojewoda pomorski od 1630–1643, podskarbi ziem pruskich, starosta bratiański, jasieniecki, kowalski, skarszewski, starosta żarnowiecki w 1638 roku.
Syn Mikołaja Działyńskiego i Katarzyny Dulskiej. Z małżeństwa z Jadwigą Czarnkowską (wojewodzianką łęczycką) miał córki: Katarzynę, Jadwigę oraz synów Adama, Jana i Kazimierza.

## Życiorys
Studiował w Elblągu w 1607 roku, Braniewie w 1608 roku, Kolegium Jezuitów w Poznaniu w 1609 roku, na Uniwersytecie w Padwie w latach 1614–1615.
Starostwo bratiańskie otrzymał w 1613 r. za zgodą królewską od swej matki, które w latach 1604–1613 było w jej posiadaniu. W czasie wojny polsko-tureckiej (1620–1621) został w 1620 roku wyznaczony komisarzem sejmowym przy hetmanie Janie Karolu Chodkiewiczu. W latach 1620–1630 poseł szlachty z województwa chełmińskiego. Poseł powiatu świeckiego na sejm warszawski 1626 roku. Poseł na sejm 1627 roku i sejm zwyczajny i nadzwyczajny 1629 roku z województwa chełmińskiego. Jako poseł na sejm zwyczajny 1629 roku wyznaczony komisarzem do zapłaty wojsku koronnemu. Od 1630 r. podskarbi pruski. 16 maja 1630 r. otrzymał nominację na wojewodę pomorskiego. Był elektorem Władysława IV Wazy z województwa pomorskiego w 1632 roku. W1635 r. prawem emfiteutycznym został starostą bratiańskim na 26 lat.
W 1633 roku został wyznaczony senatorem rezydentem.
Dążył do zmonopolizowania handlu z Gdańskiem na podległym mu terenie (m.in. solą, śledziami oraz piwem i wódką wytwarzanymi w starostwie). Robił to przy wykorzystaniu żeglugi na Drwęcy.
W latach 1637–1638 uczestniczył w rozwiązywaniu konfliktu Gdańska z królem Władysławem IV. Czynnikiem konfliktogennym było cło pobierane dla Rzeczypospolitej w porcie.
Z powodu gorliwości religijnej i jawnej postawy antyprotestanckiej dążył do ograniczenia reformacji. W tym celu osadził w 1624 r. w Nowym Mieście Lubawskim, a później w Łąkach Bratiańskich zakon franciszkanów reformatów. Ufundował klasztor i kościół. W 1629 r. klasztor zniszczono. Wówczas wybudował następny klasztor w Łąkach (późniejsze sanktuarium maryjne). Ten z kolei spłonął. W latach 1638–1639 ufundował kolejny klasztor, tym razem murowany. 16 lutego 1639 r. spisano akt potwierdzający jego fundację. Ufundował też wyposażenie kościoła w Nowym Mieście Lubawskim. 1642 roku brał udział w ugodzie pomiędzy toruńskimi katolikami i protestantami (konflikt powstał w 1641 r. po rozruchach podczas procesji Bożego Ciała).
Zmarł 17 lipca 1649 r. w Bratianie. Został pochowany 10 listopada 1649 r. w grobowcu w bazylice św. Tomasza w Nowym Mieście Lubawskim. Po jego śmierci na zlecenie najprawdopodobniej żony wykonano chorągiew nagrobną (wymiary 7 m. x 3,2), która miała utrwalić rysy zmarłego oraz opisać jego bohaterskie czyny.

## Chorągiew nagrobna Jana Pawła Działyńskiego
Chorągiew stanowi unikatowy zabytek klasy europejskiej. Wykonano ją z czerwonego jedwabiu. Jest dwustronnie pomalowanego techniką olejną na podkładzie kredowym. Na awersie pośrodku widnieje klęcząca postać Działyńskiego, nad nim w obłokach ukoronowana Matka Boska, u stóp krzyża hełm i zbroja, obok czapka z pióropuszem, buława oraz kopia z symbolicznie złamanym drzewcem zamykająca obraz z dołu. Całość ujęta z trzech stron pasem ornamentacyjnym z elementami dekoracyjnymi. Na rewersie znajdują się motywy dekoracyjne obramowujące prostokątną część środkową z napisem o formie i treści podobnej do przedstawień na awersie. U dołu znajdują się lufy dział, kule i beczki z prochem. Nad nimi herby: po lewej Dönhoff, po prawej Prus. U góry kartusz z herbem Sulima, a przy nim po bokach pęki proporców i chorągwi. W części środkowej czterodzielna tarcza z herbami: Leszczyc, Topór, Korwin, Nałęcz. Prostokątną część środkową rewersu wypełnia napis łaciński, na którym napisano m.in.: Jaśnie oświecony pan Paweł Jan z Działynia Działyński, wojewoda pomorski, podskarbi ziem pruskich, starosta skarszewski, bratiański..., Służby swe poświęcił jako dworzanin Zygmuntowi Trzeciemu królowi Polski i Szwecji w tej świątyni i szkole dwór rzadko był słuchaczem jego pochwał..., Znawca sztuki wojennej Królewiczowi Władysławowi towarzyszył na wyprawę włoską przeciw Turkom i Osmanowi, tyranowi Wschodu, szyki zbrojne powiększył swymi oddziałami..., głęboko wierzący katolik odznaczał się szczególną czystością życia i kultem do Najświętszej Marii Panny, zdolny do poświęceń..., zmarł w Bratianie w roku Chrystusowym 1643 a jego żywota 49-ym dnia 17 lipca opłakiwany przez wszystkich... W Bratianie oddany wieczności, tu pochowany dnia 10 listopada.
Ok. 1999 r.chorągiew przeszła konserwację w Pracowni Konserwacji Zabytków w Toruniu.